# .htaccess
.htaccess (aus englisch hypertext access „Hypertext-Zugriff“) ist eine Konfigurationsdatei auf NCSA-kompatiblen Webservern wie Apache, in der verzeichnisbezogene Regeln aufgestellt werden können.
Beispielsweise kann man darüber ein Verzeichnis oder einzelne Dateien durch HTTP-Authentifizierung vor unberechtigten Zugriffen schützen. Auch Fehlerseiten oder Weiterleitungen innerhalb des Servers (siehe Rewrite-Engine) lassen sich darin festlegen, ohne dass der Server neu gestartet werden muss: Änderungen in der .htaccess-Datei treten ohne Weiteres sofort in Kraft, weil die Datei bei jeder Anfrage an den Webserver ausgewertet wird.
Bestimmungen in einer .htaccess wirken wie Directory-Abschnitte in zentralen Konfigurationsdateien wie der httpd.conf. Sie gelten nur für das Verzeichnis, in dem die .htaccess gespeichert ist, und für alle seine Unterverzeichnisse; können aber in den Unterverzeichnissen überschrieben werden.

## Einsatzmöglichkeiten

### Zugriffsschutz
Soll der Zugriff auf ein Verzeichnis (hier /var/www/html) durch die Abfrage von Login-Daten geschützt werden, so wird in diesem Verzeichnis eine .htaccess-Datei mit folgendem Inhalt angelegt:
```
 
AuthType
 
Basic

 
AuthName
 
"Titel des Passwortschutzes"

 
AuthUserFile
 
/var/www/html/.htpasswd

 
Require
 
valid-user

```

Dabei verweist AuthUserFile auf eine Datei, die Benutzernamen und Passwort in der Form Benutzername:Hashwert enthält. Dieser Inhalt kann beispielsweise mit dem Tool htpasswd erzeugt werden:
```
 $ htpasswd -nb derName dasPasswort
 derName:$apr1$m0OaZVp0$9OHApAf65z24vNUZts8Zz1

```

Dabei stehen die Hashfunktionen MD5, bcrypt, crypt und SHA zur Auswahl. Manchmal werden, bevor der Hashwert berechnet wird, an das Passwort zufällige Zeichen angehängt – Salt genannt (englisch für Salz), wodurch auch identischen Passwörtern unterschiedliche Passwort-Hashwerte zugeordnet werden.

### Request-Umleitung
Wenn auf dem Webserver ein Modul installiert ist, das eine URL abändern kann, dann können in der .htaccess-Datei Umleitungen definiert werden.
Das folgende Beispiel besagt:
- in Zeile 1: „Wenn www.example.com nicht in der Anfrage vorkommt, …“
- in Zeile 2: „… dann leite weiter nach http://www.example.com.“

```
 
RewriteCond
 
%{HTTP_HOST}
 
!^www.example.com$
 
[NC]

 
RewriteRule
 
^(.*)$
 
http://www.example.com/$1
 
[L,R=301]

```